# Andreas Siljeström
Andreas Siljeström, né le 21 juillet 1981, est un joueur de tennis professionnel suédois.

## Carrière
Il a étudié plusieurs années à la Middle Tennessee State University avant de passer professionnel à l'âge de 27 ans. Il a disputé moins d'une trentaine de matchs en simple (hors qualifications).
Spécialiste du double, il a disputé 3 finales ATP : en 2011 à l'Open de Suède avec Simon Aspelin, en 2012 à l'Open de Belgrade avec Martin Emmrich et en 2016 au classic d'Atlanta avec Johan Brunström. Fin 2016, il totalisait 18 titres sur le circuit Challenger.
Il a notamment collaboré avec Martin Emmrich dès la fin de l'année 2009 et jusqu'en 2012. Ils sont de nouveau associés en 2015, jusqu'à la retraite de l'Allemand après le tournoi de Wimbledon. Depuis 2016, il collabore avec son compatriote Johan Brunström.

## Palmarès

### Finales en double messieurs
| No | Date       | Nom et lieu du tournoi      | Catégorie | Dotation  | Surface      | Vainqueurs                      | Partenaire      | Score            |          |
| -- | ---------- | --------------------------- | --------- | --------- | ------------ | ------------------------------- | --------------- | ---------------- | -------- |
| 1  | 11-07-2011 | Skistar Swedish Open Båstad | ATP 250   | 398 250 € | Terre (ext.) | Robert Lindstedt Horia Tecău    | Simon Aspelin   | 6-3, 6-3         | Parcours |
| 2  | 30-04-2012 | Serbia Open Belgrade        | ATP 250   | 366 950 € | Terre (ext.) | Jonathan Erlich Andy Ram        | Martin Emmrich  | 4-6, 6-2, [10-6] | Parcours |
| 3  | 01-08-2016 | BB&T Atlanta Open Atlanta   | ATP 250   | 618 030 $ | Dur (ext.)   | Andrés Molteni Horacio Zeballos | Johan Brunström | 7-62, 6-4        | Parcours |

## Parcours dans les tournois duGrand Chelem

### En double
| Année | Open d'Australie             | Open d'Australie          | Internationaux de France   | Internationaux de France | Wimbledon                    | Wimbledon                  | US Open                         | US Open                   |
| ----- | ---------------------------- | ------------------------- | -------------------------- | ------------------------ | ---------------------------- | -------------------------- | ------------------------------- | ------------------------- |
| 2011  | —                            | —                         | —                          | —                        | —                            | —                          | 2e tour (1/16) M. Emmrich       | M. Knowles X. Malisse     |
| 2012  | 1er tour (1/32) I. Zelenay   | R. Lindstedt Horia Tecău  | 1er tour (1/32) M. Emmrich | D. Bracciali P. Starace  | —                            | —                          | —                               | —                         |
| 2013  | —                            | —                         | —                          | —                        | 1er tour (1/32) S. Johnson   | C. Guccione Sam Groth      | —                               | —                         |
| 2014  | —                            | —                         | —                          | —                        | 1er tour (1/32) I. Zelenay   | J. Marray J.-P. Smith      | —                               | —                         |
| 2015  | —                            | —                         | —                          | —                        | —                            | —                          | —                               | —                         |
| 2016  | —                            | —                         | —                          | —                        | 1er tour (1/32) J. Brunström | Andrej Martin H. Podlipnik | —                               | —                         |
| 2017  | 1er tour (1/32) J. Brunström | Łukasz Kubot Marcelo Melo | —                          | —                        | 2e tour (1/16) J. Brunström  | R. Harrison M. Venus       | —                               | —                         |
| 2018  | —                            | —                         | —                          | —                        | —                            | —                          | 1er tour (1/32) H. Hach Verdugo | Łukasz Kubot Marcelo Melo |

N.B. : le nom du partenaire se trouve sous le résultat ; le nom des ultimes adversaires se trouve à droite.

### En double mixte
| Année | Open d'Australie | Open d'Australie | Internationaux de France | Internationaux de France | Wimbledon                  | Wimbledon                   | US Open | US Open |
| ----- | ---------------- | ---------------- | ------------------------ | ------------------------ | -------------------------- | --------------------------- | ------- | ------- |
| 2016  | —                | —                | —                        | —                        | 1er tour (1/32) Wang Yafan | Laura Robson Dominic Inglot | —       | —       |

N.B. : le nom de la partenaire se trouve sous le résultat ; le nom des ultimes adversaires se trouve à droite.

## Classements en fin de saison
| Année          | 2009 | 2010 | 2011 | 2012 | 2013 | 2014 | 2015 | 2016 | 2017 |
| Rang en double | 168  | 133  | 70   | 104  | 105  | 99   | 96   | 64   | 146  |

Source : (en) Classements de Andreas Siljeström sur le site officiel de la Fédération internationale de tennis